# 死せるキリスト (マンテーニャ)

『死せるキリスト』（伊: Cristo morto, 英: Lamentation of Christ）は、イタリアのルネサンス期の芸術家アンドレア・マンテーニャによる1480年頃の絵画である。制作年代は議論の的であるが、作品は1475年から1501年の間、おそらく1480年代初頭に完成した。大理石の台に仰臥しているイエス・キリストの身体を描いており、キリストは、その死を悼んで泣いている聖母マリア、聖ヨハネとマグダラのマリアに見守られている。
マンテーニャは、自分の個人的な葬式用礼拝堂のためにこの絵画を描いたのかもしれないが、画家の死後にアトリエで息子によって発見され、借金を支払うために売り払われた。絵画は現在、イタリアのミラノにあるブレラ美術館に所蔵されている。

## 主題
「キリストの嘆き」の主題は、中世とルネサンスの芸術で一般的であるが、「キリストの塗油」としても知られている、この主題を取り上げることは15世紀の後半では珍しい。ほとんどの「嘆き」の絵画は、会葬者とキリストの間に本作より多くの身体的接触が表されている。
本作は光と影の明瞭な対比に満ち、深い哀愁を帯びている。場面のリアリズムと悲劇性は、遠近法によって高められている。この遠近法は、解剖学的細部、特にキリストの胸を強調しつつ横臥した身体を短縮し、劇的にしている。キリストの手と足の釘の穴、そして二人の会葬者の顔は、理想主義やレトリックに陥ることなく描かれている。死体を覆うシャープに描かれた布地も劇的な効果に貢献している。
この構図は、キリストの生殖器に焦点を置いているが、キリストの人体像、とりわけ幼児としてのキリストの姿によく見られる表現である。このような表現はレオ・スタインバーグなどによる、イエスの人間性に重点を置く神学に関連している。
人物がいる空間は限られていて、小さく、暗いように見え、遺体安置所であることを示している。

## 内容と分析
キリストの描き方が特殊であるため、鑑賞者はキリストの身体の実際の寸法を正確に特定するのが困難である。そのかなり大きな胴体、手と足は鑑賞者に近く描かれており、プロポーションを知るのも難しい。美術史家のヒューバート・シュラデは、「作品のクローズアップが引き起こす動揺により、即座に対象に接近することは可能であるが、親密さは否定されている」と指摘している。マンテーニャは、またキリストの足を小さくした。足は、本来の大きさ通り忠実に表現された場合、身体の大部分を覆ってしまうからである。ドイツの学者ハンス・ヤンツェンは、この絵画は直交視点を持っていると述べているが、それは、ヤンツェンが最も意義深い価値があると信じている視点である。
キリストの足元、そして開いた傷の真正面に置かれることで、鑑賞者はキリストの死の理由を思い出すように促される。マンテーニャは、強烈に短縮された、悲惨な死体を研究しているだけでなく、聖書の悲劇を非常に痛烈に描写している。キリストの死に先立つキリストの苦しみの描写には、痛みだけでなく希望を与えることが意図されているが、この死の場面には、交響曲の軽快で遊び心のある部分を指す音楽用語、スケルツォの概念があり、キリストの復活を見越して、少しの明るさ、希望、約束を呼び起こそうとしている。
この絵画はまた、磔刑のキリスト、または受難に関連する画像に見られる中世の碑文を映すもう一つの鏡ともなっている。そうした碑文は、「（私の前を）通り過ぎているあなたが私の痛みの原因である」と述べているのである。
鑑賞者が、キリストの開いた傷の前にいるということだけが示されているわけではない。キリストが横たわっている布地は、キリストが埋葬される前の喪に服す時であることを示している。キリストが置かれている石の台は、機能の石、または塗油の石としても知られている。鑑賞者は、手を伸ばしてもキリストの身体に触れることはできないと感じるよう、作品は意図されている、とシュレードは述べた。
主題として身体の中で最初に足を提示するときは、往々にしてその足を持つ人物が戦いまたは戦争に負けたということを象徴している。ただし、これは通常、個人が不幸な出来事の影響により脆弱になったり、敗北したりすることを意味している。そうした画像は、特に神聖な保護、または神の保護を拒否された人々の画像として使用されている。しかし、本作においてマンテーニャは足を最初に提示しつつ、キリストという最も神聖な人物を描いているのである。足はまた、人体の最も卑しい部分と考えられているが、画中の人物の中には、深い敬意を表し、許しを嘆願するためキリストの足を涙と髪で洗ったマグダラのマリアがいる。
絵画の中では、キリストの頭が聖母マリア、福音記者ヨハネ、マグダラのマリアから少し離れて、光の方向を向いている。この描写は、人間の寿命の終わりにおける神の教えと約束を象徴するものである。